# Mountain Ash
Mountain Ash è una comunità del Galles di 7 039 abitanti nel distretto di contea di Rhondda Cynon Taf, sul fiume Cynon.

## Storia
Diversamente da altri villaggi nelle valli del Galles del Sud è sempre stato un luogo tranquillo, disturbato solo nel 1818 dalla costruzione del canale di Aberdare. Andò in disuso all'inizio del XX secolo, quando venne rimpiazzato dalla New Cardiff Road nel 1933.
La popolazione del villaggio era di 1.614 persone nel 1841, cresciute a 11.463 nel 1871 con l'apertura di miniere di carbone. Il censimento del 1851 mostra la costruzione di Duffryn Street e Navigation Street. Nel 1859 Mountain Ash ospitava dodici locande, fra cui le più antiche erano Bruce Arms, Junction Inn ed il New Inn.
L'attività estrattiva inizia a declinare in questa località dopo la prima guerra mondiale, ma, per contrastare l'effetto di questo declino, dopo la seconda guerra mondiale vengono localizzate qui diverse fabbriche, che però hanno poi a loro volta chiuso sul finire del secolo.